# Amaranthus paolii
Amaranthus paolii là loài thực vật có hoa thuộc họ Dền. Loài này được Chiov. mô tả khoa học đầu tiên năm 1927.